# Pitcairnia elongata
Pitcairnia elongata är en gräsväxtart som beskrevs av Lyman Bradford Smith. Pitcairnia elongata ingår i släktet Pitcairnia och familjen Bromeliaceae. Inga underarter finns listade i Catalogue of Life.